# Munkavédelmi képviselő
A munkavédelmi képviselő:  olyan, a munkavállalók által választott személy, aki a munkáltatóval való együttműködés során képviseli az egészséget nem veszélyeztető és biztonságos munkavégzéssel összefüggő munkavállalói jogokat és érdekeket.

## Ki lehet és ki nem lehet munkavédelmi képviselő?
Munkavédelmi képviselővé az a cselekvőképes munkavállaló választható, aki − az újonnan alakult munkáltatót kivéve − legalább hat hónapja a munkáltatóval munkaviszonyban áll és az adott telephelyen dolgozik. (Iskolai végzettségtől függetlenül.)
Nem választható munkavédelmi képviselővé az, aki
- a) munkáltatói jogot gyakorol,
- b) a vezető hozzátartozója,
- c) a választási bizottság tagja,
- d) a munkáltatónál munkaviszony keretében főtevékenységként a munkáltató megbízásából munkavédelmi feladatokat lát el.

Fentiek alkalmazásában munkáltatói jognak minősül a munkaviszony létesítése, módosítása és megszüntetése. A szakszervezetben, üzemi tanácsban vagy közalkalmazotti tanácsban viselt tisztség nem zárja ki a választhatóságot, de természetesen az a függetlenített szakszervezeti tisztségviselő, aki nem a munkáltatóval, hanem a szakszervezettel áll munkaviszonyban, nem választó és nem is választható.
Választható az a munkavállaló is, aki határozott időre szóló munkaszerződéssel rendelkezik. A jelölésnél azonban célszerű figyelembe venni azt, hogy a munkavédelmi képviselő mandátuma 5 évre szól, tehát a határozott ideig foglalkoztatott munkavállaló nem biztos, hogy kitölti az 5 éves időtartamot, így munkaviszonyának megszűnése esetén az őt megválasztó munkavállalók – pótképviselő hiányában – képviselet nélkül maradnak. Forrás:  http://www.ommf.gov.hu/

## Munkavédelmi képviselő választás
Munkavédelmi képviselő választást kell tartani minden munkáltatónál, ahol a munkavállalók létszáma legalább húsz fő. A választás lebonyolítása és a feltételek biztosítása a munkáltató kötelezettsége;
Júliusban módosították a munkavédelemről szóló 1993. évi XCIII. törvényt, többek között megváltoztatták a munkavédelmi képviselőt érintő szabályokat. Az eddigi 50 főtől volt kötelező, már a 20 munkavállalónál többet foglalkoztató cégéknek kötelezően munkavédelmi képviselő választást kell tartani. Ha az adott cégnél nincsen még ilyen képviselő, akkor ennek a hatálybalépést (2016.július 8.) követő 6 hónapon belül meg kell történnie. Azaz, még 2016-ban (2017.január 8-ig legkésőbb) a munkáltatónak le kell bonyolítania a választást.
Ha a munkáltató nem tájékoztatja a munkavállalókat a munkavédelmi képviselő választásról, illetve akadályozza annak megválasztását, úgy munkavédelmi hatóság ellenőrzésekor 500.000 Ft összegű közigazgatási bírsággal sújtható.
A munkáltatónak biztosítania kell a feltételeket, a szükséges eszközöket, így különösen a működési, technikai, anyagi feltételeket, továbbá a vonatkozó szakmai előírásokat, valamint egy választási ciklusban, a képviselő megválasztását követő egy éven belül legalább 16 órás képzésben, ezt követően évente legalább 8 órás továbbképzésben való részvétel lehetőségét.
A megválasztott munkavédelmi képviselő munkajogi védelemben részesül, a választási bizottság hozzájárulása szükséges a munkaviszonya felmondással történő megszüntetéséhez, illetve átmenetileg a munkaszerződéstől eltérő munkakörben, munkahelyen vagy más munkáltatónál történő foglalkoztatáshoz.
A munkavállalók részére küldött tájékoztató levél elkészítésében, illetve a választás lebonyolításához ajánlott ügyvédet bevonni.
A munkavédelmi képviselőt egyenlő, titkos és közvetlen szavazással öt évre választják. A megválasztott munkavédelmi képviselők személyéről a munkavállalókat tájékoztatni kell.

## Munkavédelmi képviselő választás menete
A választás:
Választási bizottság
„Mt. 240. § (1) A választás előkészítése, lebonyolítása, valamint a választási eljárás részletes szabályainak megállapítása a választási bizottság feladata.(2) A választási bizottságot az üzemi tanács a választásra jogosult munkavállalók közül, legkésőbb a választást hatvan nappal megelőzően hozza létre. A választási bizottság létszáma
legalább három fő.
- (3) Nem lehet a választási bizottság tagja, aki az üzemi tanács tagja.
- (4) Üzemi tanács hiányában a választási bizottságot a munkavállalók hozzák létre.
- (5) A választási bizottság tagja tevékenysége ellátásának tartamára mentesül a munkavégzési kötelezettsége alól. Erre az időre távolléti díj illeti meg.”

„Mt. 241. § A választásra jogosult, valamint a választható munkavállalók névsorát a választási bizottság állapítja meg és a választást megelőzően legalább ötven nappal teszi közzé. Az ehhez szükséges adatokat a választási bizottság kérésére, öt napon belül a munkáltató adja meg.”
A választás előkészítése, lebonyolítása, valamint a választási eljárás részletes szabályainak megállapítása a választási bizottság feladata, ezért igen fontos eleme a munkavédelmi érdekképviselet biztosításának a választási bizottság létrehozása.
A választási bizottságnak legkésőbb a választás időpontja előtt hatvan nappal létre kell jönnie, majd meg kell tartani az alakuló ülést.
Ahhoz, hogy a munkavállalók jogaikat érvényesíthessék, nélkülözhetetlen, hogy a munkáltató írásban részletesen tájékoztatást adjon munkavállalók számára a munkavédelmi képviselő választás szabályaival kapcsolatban. Szükséges, hogy a munkáltató a tájékoztatással egyidejűleg megszervezze a választási bizottság megválasztását. A munkáltató biztosítja − a helyben szokásos módon − a választható munkavállalók névjegyzékét, valamint a szavazólapokat. A munkavállalók a szavazólapon dönthetnek a választási bizottság tagjairól. A munkáltató meghatározza, hogy mely időpontig és hová kell visszajuttatni a szavazólapokat; ki összesíti a szavazatokat; mikor teszi közzé −a helyben szokásos módon − a választási bizottság névsorát.
Szavazategyenlőség esetén az a munkavállaló válik a választási bizottság tagjává, aki hosszabb ideje dolgozik a munkáltatónál.
Célszerű felhívni az üzemi tanácsot és a munkáltatónál képviselettel rendelkező szakszervezetet, hogy segítsék elő a választási bizottság létrehozását.
A választási bizottság létszámát a munkáltató határozza meg, de legalább három főből kell állnia.
A választási bizottság munkájában a munkáltató nem vehet részt, azt nem befolyásolhatja.
Egy választási bizottság több választási körzetben is tevékenykedhet, de ebben az esetben célszerű biztosítani, hogy minden érintett körzetből legyen tag a választási bizottságban. A jelölést és a választást körzetenként (telephelyenként) kell lebonyolítani, amennyiben ilyenek kijelölésre kerültek.
A szakmailag, területileg, szervezetileg erősen tagolt munkahelyek esetében a választási tevékenység összehangolására valamennyi terület képviselőjének részvételével, központi választási bizottság is létrehozható.
A választási bizottság feladatkörében
– meghatározza a jelöltállítás határidejét, illetve a választás időpontját,
– gondoskodik a jelölés és a választás törvényes rendjének biztosításáról,
– megállapítja a szavazatszámlálás részletes szabályait.
Nem lehet a választási bizottság tagja, aki érvényes mandátummal rendelkező munkavédelmi képviselő.
A választási bizottság tagja tevékenysége ellátásának tartamára mentesül a munkavégzési kötelezettsége alól. Erre az időre távolléti díj illeti meg.
?A jelölt állítás
„Mt. 242. § (1) Jelöltet állíthat a választásra jogosult munkavállalók legalább tíz százaléka vagy ötven választásra jogosult munkavállaló vagy a munkáltatónál képviselettel rendelkező szakszervezet.
- (2) A választási bizottság a jelöltet a választást megelőzően legalább harminc nappal nyilvántartásba veszi, és ezt közzéteszi.
- (3) A jelöltlistát a választási bizottság a választást megelőzően legalább öt nappal közzéteszi.
- (4) A jelöltállítás eredményes, ha a jelöltek száma az üzemi tanácsba választható tagok számát eléri. Eredménytelen jelöltállítás esetén a jelöltállítási időszakot legfeljebb tizenöt nappal meg kell hosszabbítani.”

A választásra jogosult, valamint a választható munkavállalók névsorát a választási bizottság állapítja meg és a választást megelőzően legalább ötven nappal teszi közzé. Szükséges, hogy ehhez az adatokat a választási bizottság kérésére a munkáltató öt napon belül megadja.
A jelölést a támogatók aláírásával kell eljuttatni a választási bizottsághoz. Az összeférhetetlenség elkerülése érdekében a jelöltek írásban nyilatkoznak arról, hogy a jelölést elfogadják, és nem áll fenn összeférhetetlenségi ok.
A választási bizottság a jelölt nyilvántartásba vételét és ennek közzétételét a helyben szokásos módon végzi el.
A jelöltlistát a választási bizottság a választást megelőzően legalább öt nappal közzéteszi, ez is a helyi kommunikációs gyakorlatnak megfelelően történhet: faliújságon, belső hálózaton, stb.
A jelöltállítás akkor eredményes, ha a jelöltek száma − az Ajánlásban lévő szempontok figyelembevételével − meghatározott képviselők számát eléri vagy meghaladja. Eredménytelen jelöltállítás esetén a jelöltállítási időszakot legfeljebb tizenöt nappal meg kell hosszabbítani, erről célszerű a lehető legrövidebb időn belül értesíteni a választásra jogosult munkavállalókat.
A választás
„Mvt. 70/A. § (3) A munkavédelmi képviselőt egyenlő, titkos és közvetlen szavazással öt évre választják. A megválasztott munkavédelmi képviselők személyéről a munkavállalókat tájékoztatni kell. A munkavédelmi képviselők megválasztásának, megbízatása megszűnésének, visszahívásának rendjére, működési területére az Mt.-nek az üzemi tanács tagjaira, illetve az üzemi megbízottra vonatkozó rendelkezéseit kell megfelelően alkalmazni, ideértve a központi munkavédelmi bizottság megalakításának lehetőségét is.”
„Mt. 243. § (1) Az üzemi tanács tagjait titkos és közvetlen szavazással választják.
(2) A választásra jogosult munkavállalónak egy szavazata van.”
„Mt. 245. § Érvénytelen a szavazat, ha
- a) nem az előírt módon adták,
- b) nem lehet megállapítani, hogy a szavazatot kire adták le,
- c) a megválasztható tagok számánál több jelöltre adtak szavazatot.”

Szavazni csak abban a körzetben, részlegben, telephelyen, stb. és csak arra a képviselő jelölt(ek)re lehet, ahol az a személy munkavédelmi képviselő jelöltként szerepel.
A választási bizottság – a jelöltlistának megfelelően – elkészítteti a szavazólapokat. Célszerű, ha a szavazólapra a jelöltek a nevük szerinti ABC sorrendben kerülnek fel. A szavazólapon a szakszervezet által állított jelölt neve mellett a szakszervezet nevét is fel kell tüntetni.
A választási bizottság gondoskodik a szavazás megszervezéséről, a szavazatszedő bizottságok felállításáról. A szavazatszedő bizottság tagjait a választási bizottság kéri fel. Saját döntése alapján saját tagjait is felkérheti, vagy átvállalhatja a szavazás lebonyolítását.
A szavazólapon a választani kívánt jelölt nevét egyértelműen meg kell jelölni. Érvénytelen a szavazat, ha azt nem az előírt módon, tehát nem a „hivatalos” szavazólapon adták le, ha nem lehet megállapítani, hogy a szavazatot kire adták le (nem egyértelmű a jelölés a szavazólapon), ha a szavazólapon a megválasztható képviselők számánál több jelöltet jelöltek meg.
A választás eredménye
„Mt. 244. § (1) A választás eredményét a választási bizottság állapítja meg.
(2) A választási bizottság jegyzőkönyvet készít. Ennek tartalmaznia kell különösen
- a) a választásra jogosultak számát,
- b) a szavazáson részt vevők számát,
- c) a leadott érvényes és érvénytelen szavazatok számát,
- d) az egyes jelöltekre leadott szavazatok számát,
- e) a megválasztott üzemi tanácstagok és póttagok nevét,
- f) a választással összefüggő esetleges vitás ügyet és az ezzel kapcsolatos döntést.

- (3) A választási jegyzőkönyvet a választási bizottság haladéktalanul közzéteszi.
- (4) Az üzemi tanács megbízatása a választási jegyzőkönyv közzétételét követő munkanapon

kezdődik.”
A választási jegyzőkönyvet a választási bizottság tagjai írják alá.
A közzététel a munkáltatónál szokásos bármilyen módon történhet. A jegyzőkönyvet a megbízatásának megszűnéséig a munkavédelmi képviseletnek meg kell őriznie.
Érvénytelen választás esetén e kötelezettség a munkáltatót terheli.
A munkavédelmi képviselő megbízatása a választási jegyzőkönyv közzétételét követő munkanapon kezdődik.
Érvényes szavazat
„Mt. 246. § (1) Az üzemi tanács megválasztott tagjának – a 237. § (1) bekezdésében meghatározott számban – azokat kell tekinteni, akik a leadott érvényes szavazatok közül a legtöbbet, de legalább a szavazatok harminc százalékát megszerezték. Szavazategyenlőség esetén a munkáltatóval fennálló hosszabb munkaviszonyt kell figyelembe venni.
(2) Az üzemi tanács póttagjának kell tekinteni azt, aki az érvényesen leadott szavazatok legalább húsz százalékát megszerezte.”
Megválasztott munkavédelmi képviselőnek tehát azokat kell tekinteni, akik a leadott érvényes szavazatok közül a legtöbbet, de legalább a szavazatok harminc százalékát megszerezték. Szavazategyenlőség esetén a munkáltatóval fennálló hosszabb munkaviszonyt kell figyelembe venni.
Pótképviselőnek kell tekinteni azt, aki az érvényesen leadott szavazatok legalább húsz százalékát megszerezte.
Érvényes a választás
„Mt. 247. § (1) A választás akkor érvényes, ha azon a választásra jogosultak több mint fele részt vett. Ebből a szempontból – feltéve, ha a választáson nem vett részt – nem kell figyelembe venni azt a választásra jogosult munkavállalót, aki a választás időpontjában
a) keresőképtelen beteg,
b) fizetés nélküli szabadságon van.
(2) Érvénytelen választás esetén a választást kilencven napon belül meg kell ismételni. Új választást harminc napon belül tartani nem lehet.
(3) A megismételt választás érvényes, ha azon a választásra jogosultak több mint egyharmada részt vett. Üzemi tanácstaggá megválasztottnak azt a jelöltet kell tekinteni, aki a leadott érvényes szavazatok közül a legtöbbet, de legalább a szavazatok harminc százalékát megszerezte.
Ha a megismételt választás érvénytelen, újabb üzemi tanácsi választást legkorábban egy év elteltével lehet tartani.”
?Eredménytelen választás
„Mt. 248. § (1) Eredménytelen a választás, ha a jelöltek a 237. § (1) bekezdésben meghatározott számban nem kapták meg a leadott szavazatok harminc százalékát.
(2) A leadott szavazatok harminc százalékát elért jelölteket megválasztott üzemi tanácstagnak kell tekinteni. A fennmaradó helyekre harminc napon belül új választást kell tartani. Az új választáson a választást megelőző tizenöt napig új jelöltek is állíthatók.
(3) A megismételt választás érvényes, ha azon a választásra jogosultak több mint egyharmada részt vett. Üzemi tanácstaggá megválasztottnak azokat a jelölteket kell tekinteni, akik a leadott érvényes szavazatok közül a legtöbbet, de legalább a szavazatok harminc százalékát megszerezték.
(4) Az üzemi tanács póttagjának kell tekinteni, aki az érvényesen leadott szavazatok legalább tizenöt százalékát megszerezte.
(5) Ha a megismételt választás érvénytelen, újabb üzemi tanácsi választást legkorábban egy év elteltével lehet tartani.”
?Jogorvoslat
„Mt. 249. § (1) A munkavállaló, a munkáltató, továbbá a munkáltatónál képviselettel rendelkező szakszervezet a jelöléssel, a választás lebonyolításával vagy eredményének megállapításával kapcsolatban a 289. §-ban foglaltak szerint bírósághoz fordulhat.
(2) A bíróság megsemmisíti a választás eredményét, ha az eljárási szabályok lényeges megsértését állapítja meg. Lényegesnek kell tekinteni azt a szabálytalanságot, amely a választás eredményét befolyásolta. E körülményt a kérelemben valószínűsíteni kell.”
„Mt. 289. § (1) A munkáltató, az üzemi tanács vagy a szakszervezet a tájékoztatásra vagy a konzultációra vonatkozó szabály megszegése miatt öt napon belül bírósághoz fordulhat.
(2) A bíróság tizenöt napon belül, nemperes eljárásban határoz. A bíróság határozata ellen a közléstől számított öt napon belül fellebbezésnek van helye. A másodfokú bíróság tizenöt napon belül határoz.”
forrás: 1993. évi XCIII. törvény a munkavédelemről, http://www.ommf.gov.hu/

## Munkavédelmi képviselők képzése, továbbképzése
Az Mvt. 75. § (1) bekezdés c) pontja előírja, hogy „egy választási ciklusban, a képviselő megválasztását követő egy éven belül legalább 16 órás képzésben, ezt követően évente legalább 8 órás továbbképzésben való részvételi lehetőséget” a munkáltatónak biztosítania kell.
A képzés rendes munkaidőben történhet, szükség szerint külső helyszínen is megtartható. A törvény a képzést csak munkaidőben engedi megtartani, összhangban a munkáltatók oktatásra, képzésre, továbbképzésre vonatkozó általános kötelezettségeivel, szabályaival.
A képzésre és továbbképzésre azért van szükség, mert az Mvt. és kapcsolódó jogszabályok biztosította széles körű jogosítványokkal a képviselők partnerként csak akkor tudnak élni, ha megfelelő jogi, érdekérvényesítési, munkabiztonsági, munkaegészségügyi, munkahelyi kémiai biztonsági, kommunikációs, eljárási stb.
ismeretekkel rendelkeznek, és azok rendszeres felfrissítésre kerülnek.
A képzés célja, követelmények a képzés elvégzése után, ajánlott képzési témák:
A képzés célja az először megválasztott képviselők esetében felkészítésük a munkavédelmi érdekképviselet ellátására.
A képzés időtartama a választás évében 2 x 8 óra, majd évenként 8 óra.
Ajánlott képzési témák:
· Munkavédelmi érdekegyeztetés szerepe, szervezeti kerete, mechanizmusa.
· Munkavédelmi képviselő, munkahelyi munkavédelmi bizottság, paritásos munkavédelmi testület jogállása, jogai és kötelezettségei, továbbá a képviselők munkajogi védelme.
· Együttműködés a munkáltatóval, a munkabiztonsági, foglalkozásegészségügyi szakemberekkel, a hatóságokkal, a munkahelyi érdekképviseletekkel.
· A munkavédelmi bizottság ügyrendje, feladatterve.
· A munkáltatóval kötendő együttműködési megállapodás tartalma, formája.
· A munkavédelemről, a kémiai biztonságról szóló törvényekből, valamint a hozzájuk kapcsolódó rendeletekből a képviselőkre háruló feladatok.
Munkavédelmi képviselők gyakorlati feladata:
· munkahelyek, munkaeszközök és egyéni védőeszközök helyszíni ellenőrzése,
· munkabalesetek megelőzésére tett intézkedések,
· részvétel a munkabalesetek kivizsgálásában,
· kártérítési, munkáltatói kötelezettségek teljesülése,
· munkavállalók biztonságos munkavégzésre való felkészítése és felkészültségük figyelemmel kísérése,
· tájékozódás és tájékoztatás: zöldszámok, munkavédelmi honlapok, stb.
Az újraválasztást követő egy éven belül, az újraválasztott képviselők számára is legalább 16 órás képzésen, ezt követően évente legalább 8 órás továbbképzésen való részvételi lehetőséget kell biztosítani.
A továbbképzés célja a szakmai ismeretek, készségek szinten tartása, fejlesztése.
A továbbképzés ajánlott témái:
· A munkavédelmi hatósági ellenőrzés tapasztalataiból adódó feladatok.
· Európai uniós és hazai jogszabályváltozások. A szabványok változásai.
· A kockázatértékelésen alapuló munkahelyi megelőzési stratégia kidolgozásának és megvalósításának, továbbá a munkahelyi munkavédelmi programnak, az éves intézkedési terveknek a tapasztalatai, tennivalói.
· A képviselői, a bizottsági és a paritásos testületi munka tapasztalatai, problémái, feladatai.
· Kommunikációs fogások.
A bizottság a továbbképzés időszerű témáira Ajánlást tehet.
A képzés elvégzése után a munkavédelmi képviselő legyen képes jogosultságaival élni és kötelezettségeit teljesíteni.